# 井伏鱒二
井伏 鱒二（いぶせ ますじ、1898年〈明治31年〉2月15日 - 1993年〈平成5年〉7月10日）は、日本の小説家。本名：井伏 滿壽二（いぶし ますじ）。広島県安那郡加茂村（現福山市）出身。筆名は釣り好きだったことによる。日本芸術院会員、文化功労者、文化勲章受章者。福山市名誉市民、広島県名誉県民、名誉都民。

## 来歴
1898年、広島県安那郡加茂村粟根に父・井伏郁太、母・ミヤの次男として生まれた。井伏家は室町時代の1442年（嘉吉2年）まで遡れる旧家で、「中ノ土居（土地の言葉でナカンデエ）」の屋号をもつ代々の地主である。5歳のときに父を亡くし、特に祖父にかわいがられて育つ。
1905年、加茂小学校入学。この年の夏に祖父と訪れた鞆ノ津（鞆の浦）で初めて海を見て、一尺くらいある黒鯛を釣り上げた。
1912年、旧制広島県立福山中学校（現広島県立福山誠之館高等学校）に進学した。同校の庭には池があり、2匹の山椒魚が飼われていて、これがのちに処女作として発表され、世に知られることとなる「山椒魚」に結びついた。作文は得意だったが成績はあまり振るわず、中学3年のころから画家を志し、卒業すると3か月間奈良・京都を写生旅行。そのとき泊まった宿の主人が偶然橋本関雪の知り合いと聞き、スケッチを託して橋本関雪に入門を申し込んだが断られ、やむなく帰郷する。
後に、同人誌に投稿などをしていた文学好きの兄からたびたび勧められていたこともあり、井伏は文学に転向することを決意、1917年9月、早稲田大学予科に入学、1919年4月、文学部仏文学科に進学する。そこで同じ学科の青木南八と親交を深める一方、文壇で名を成していた岩野泡鳴や谷崎精二らのもとを積極的に訪ねるようになる。しかし1921年、三回生の時、井伏は担当の片上伸教授と「衝突」し、やむなく休学し帰郷、母と兄の配慮により中学時代の恩師を人伝に仲介を受け、御調郡（旧・因島市、現・尾道市）因島三庄町千守の土井医院2階へ逗留することとなった。
約半年後に帰京、復学の申請をするが、同教授が反対したためかなわず、やむなく中退となった。さらにこの年、無二の親友だった青木南八が自殺するに及んで、井伏は日本美術学校も中退してしまう。

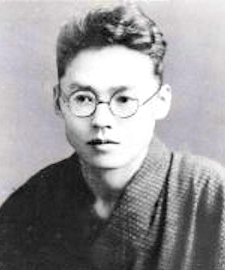
1920年代の井伏

1923年、同人誌『世紀』に参加し、「幽閉」を発表。後に加筆して『山椒魚』と改題。翌年、聚芳社に入社するが、退社と再入社を繰り返した後、佐藤春夫に師事するようになる。
1924年、親友を頼って山口県柳井市に滞在。後になって、当時お露という名前の柳井高等女学校の生徒への切ない恋を告白した書簡が見つかっている。
1927年、「歪なる図案」を『不同調』誌に発表、初めて小説で原稿料を得たが、なかなか芽が出ず、文藝春秋の女性誌『婦人サロン』に、同人誌仲間の中村正常（中村メイコの父）と組んで、「ペソコ」と「ユマ吉」というモガとモボを主人公にしたナンセンス読み物を書き始める。同年10月、遠縁の娘、秋元節代（当時15歳）と結婚する。この時期より荻窪に在住、やがて阿佐ヶ谷文士村が出来ていき中心人物となった。
1929年、梶井基次郎の「ある崖上の感情」の影響を受けた「朽助のいる谷間」を『創作月刊』誌に、「幽閉」を改作した「山椒魚」を『文芸都市』誌に、「屋根の上のサワン」を『文学』に発表する。この後『山椒魚』は早稲田在学中にやっていた回覧雑誌「にはいり」に『山椒魚の嘆き』として載ったとされる。さらに1940年（昭和15年）には「セイガク二年生」にも連載された。井伏は60数年にわたってこの作品『山椒魚』を改稿し続けた。
1930年、初の作品集『夜ふけと梅の花』を出版する。この年は小林秀雄らが出していた雑誌『作品』の同人となり、太宰治とはじめて会ったりしている。
1931年4月29日、井伏は林芙美子と瀬戸内の因島に渡り、三ノ庄（みつのしょう）の土井浦二宅を訪れて、同家の跡取り息子の展墓を果たす。かつて早稲田を休学して憂悶の日々を送った折に、当地で止宿先を提供してくれた土井医院の長男春二がこの年2月、日本医科大学在学中に病没したためである。その島を離れる折に、船上で林芙美子の人情味溢れる感情の機微に触れたことが、後に彼の有名な于武陵「勧酒」の訳出「サヨナラダケガ人生ダ」を生み出す端緒となる。
1938年、『ジョン萬次郎漂流記』で第6回直木賞受賞、『文学界』誌の同人となる。
昭和初年から山梨県を頻繁に訪問した。山梨では多くの地元文人と交流し、趣味の川釣りなどを行っている。山梨を舞台にした作品も多い。1939年、太宰治と甲府市水門町（甲府市朝日）に居住する地質学者・石原初太郎の娘である美知子との結婚を仲介している。
1941年、陸軍に徴用され、開戦を知ったのは南シナ海上を航行する輸送船の中だった。その後日本軍が占領したシンガポール（昭南）に駐在、現地で日本語新聞『昭南新聞』の編集に携わった。この経験がその後の作品に大きな影響を与えている。
1944年7月には、甲府市甲運村（甲府市和戸町）の岩月家に疎開する。岩月家は双英書房の創業者である岩月英男の実家であり、岩月は井伏門下で、太宰治の著作などを刊行している。井伏は翌1945年7月6日から7日の甲府空襲では被災している。井伏はその後、広島県福山の生家に再疎開しているが、戦後も甲州（山梨県）訪問は頻繁に行っており、俳人の飯田龍太らと交流した。
『別冊文藝春秋』1949年8月-1950年5月に『本日休診』を連載、1950年6月刊。1940年代後半の一時期、新日本文学会に加入していたが、ほどなく退会した。
『群像』1954年4月-1955年12月に『漂民宇三郎』を連載、1956年2月刊行。
1965年1月-1966年9月、『新潮』誌に『黒い雨』（連載当初は『姪の結婚』）を連載、1966年10月刊行した。この作品で1966年（昭和41年）、野間文芸賞を受賞する。同年に文化勲章を受章する。
1970年11月『私の履歴書（半生記）』を『日本経済新聞』に連載する。
1974年（昭和49年）末から翌1975年（昭和50年）2月まで岡山県邑久郡牛窓町（その後の瀬戸内市）に滞在し、6月「新潮」に「備前牛窓」を発表する。
1982年、荻窪の古老：矢嶋又次の昔の荻窪の「記憶画」に触発されて執筆した『荻窪風土記』を新潮社より発刊する。
1990年、名誉都民を授与される。
1992年、6月発行の『アサヒグラフ別冊 井伏鱒二の世界』（朝日新聞社）で最晩年の日々が紹介された。
1993年6月24日、東京衛生病院に緊急入院、7月10日に肺炎のため95歳で死去した。戒名は照観院文寿日彗大居士。自宅近所でお別れの会が行われ多数の参列者が来た。墓碑は東京青山の持法寺にあり、高さ1.3メートルほどの墓石正面に「井伏家之墓」と刻まれている。

### 没後
生誕100年となる1997年（平成9年）、杉並区立郷土博物館にて平成9年度特別展「生誕百年記念特別展 井伏鱒二と『荻窪風土記』の世界」が開催された。会期は1998年（平成10年）2月1日から3月15日。井伏が生涯の大半を過ごした荻窪の地を舞台に、多くの文士との交流や井伏の趣味人、釣人としての姿などを書いた『荻窪風土記』を通して井伏文学を辿った展示が行われた。
没後30年となる2023年、神奈川近代文学館にて特別展「没後30年 井伏鱒二展 アチラコチラデブンガクカタル」が開催された。会期は9月30日から11月26日。太宰治が鎮痛剤中毒で入院したときの病状を井伏から佐藤春夫に伝えた新発見の書簡が展示された。

## エピソード
- 文壇の長老で自身も将棋好きであった菊池寛の影響で将棋に夢中になり、晩年に日本将棋連盟からアマ五段の免状を授与されている。また、1929年（昭和4年）頃に発足した『阿佐ヶ谷将棋会』（会員は、外村繁＜自身は将棋を指さず＞、古谷綱武、小田嶽夫、中村地平、木山捷平、濱野修、安成二郎、上林暁、田畑修一郎、青柳瑞穂、浅見淵、太宰治、亀井勝一郎、秋澤三郎、瀧井孝作、三好達治、火野葦平、島村利正、河盛好蔵、中野好夫、宇野千代、真杉静枝など）の中心となって活躍した[27]。なお、将棋の一番の好敵手だったのは永井龍男。永井は日本将棋連盟からアマ初段の免状を贈ると打診されたが、その力量ではないと辞退した[28]。

- 井伏は酒が強く、1976年に雑誌「酒」が企画した「文壇酒徒番付」では当時78歳にして東の正横綱に選ばれた[24]。
- 井伏が報道班員として徴用され、シンガポールの日本語新聞『昭南新聞』の編集者をしていたときに、軍に取材に訪れた井伏が宣伝班の事務室でぼんやりしていると、通りかかった山下奉文が井伏の様子を見て、激昂し「無礼者め」と怒鳴りながら井伏を見据えたという。井伏は慌てて直立不動の姿勢をとったが、山下はさらに「軍人は礼儀が大事だ」「徴員と言えども軍人だ」「そのくらいのことは宣誓式をした人間にはわかっている筈だ。軍人であることが、わかっている筈だ。無礼者、こんな者は追い返してしまえ。帰ってしまえ」と井伏を叱りつけた。散々叱りつけられた井伏は、このとき山下はシンガポール入城後で暇を持て余しており、機嫌が悪かったのではと推察している[29]。

## 各賞・栄典

### 文学賞
- 1938年（昭和13年） - 第6回 直木賞、『ジョン萬次郎漂流記』で
- 1950年（昭和25年） - 第1回 読売文学賞小説賞、『本日休診』などで
- 1956年（昭和31年） - 第12回 日本芸術院賞、『漂民宇三郎』などで
- 1966年（昭和41年） - 第19回 野間文芸賞、『黒い雨』で
- 1972年（昭和47年） - 第23回 読売文学賞随筆紀行賞、『早稲田の森』で

### 選考委員
- 第17 - 38回 直木賞選考委員、1943年（昭和18年） - 1957年（昭和32年）
- 第39 - 47回 芥川賞選考委員、1958年（昭和33年） - 1962年（昭和37年）
- 第1 - 14回 新潮同人雑誌賞選考委員、1955年（昭和30年） - 1968年（昭和43年）

### 栄典
- 1966年（昭和41年） - 文化功労者、文化勲章、福山市名誉市民[30]
- 1989年（平成元年） - 広島県名誉県民[31]
- 1990年（平成2年） - 名誉都民

## 作家研究

### 井伏鱒二文学研究会
1995年に井伏文学を後世に伝えるため文学ファンたち約30人で発足した。代表の小林忠司は、福山駅前にあった井伏の定宿「小林旅館」の元経営者で、井伏と親しかった。会誌や会報の発行、文化講座や文学ツアーなどをおこなっている。

## 作品研究

### 盗作、剽窃疑惑
井伏没後に、歌人の豊田清史は、代表作『黒い雨』が被爆者で豊田の知人である重松静馬の日記をほぼそのままの形で使ったものに過ぎないと主張した。
豊田の主張について近代文学研究者の相馬正一は「読者に「黒い雨」がいかにも「重松日記」の盗作であるかのような印象を与えた」と述べ、豊田が「重松日記」の本文を改竄し、『黒い雨』の本文に近づけるという操作を行っていることを批判している。
ただし、豊田自身が「盗作」という言葉を使ったことはない。なぜなら、重松が『黒い雨』に自身の日記を使用することを許諾していた以上「盗作」と主張するのが無理であることは、豊田もよくわかっていたからである。豊田は「「盗作だったのか」はまったく『週刊金曜日』が一方的につけた題名である」と説明している。豊田の主張に依拠した作家の猪瀬直樹『ピカレスク 太宰治伝』（小学館、2000年、文春文庫、2007年）が『黒い雨』の価値を全否定したことで、この問題は広く知られるようになった。しかし、近年では豊田の主張には数々の虚偽が含まれていることが広く知られている。また、重松静馬の日記は『重松日記』（筑摩書房 、2001年）として刊行されているので、『黒い雨』が重松の日記をほぼそのままの形で使ったものに過ぎないのかどうかは誰にでも確認できる。

## 著作

### 単著
- 『夜ふけと梅の花』新潮社・新興芸術派叢書 1930年、のち新潮文庫、岩波文庫、講談社文芸文庫（各・新編）
  - 「朽助のゐる谷間」「山椒魚」「屋根の上のサワン」「鯉」など。
- 『なつかしき現実』改造社 1930年
  - 「谷間」など。
- 『仕事部屋』春陽堂 1931年、新編・講談社文芸文庫 1996年
  - 「丹下氏邸」「悪い仲間」など。
- 『川』江川書房 1932年
- 『随筆』椎の木社 1933年
  - 「日本漂民」「風貌・姿勢」など。
- 『田園記』作品社 1934年
- 『逃亡記』改造社 1934年
  - 「掏摸の桟三郎」「言葉について」「青ヶ島大概記」など。
- 『頓生菩提』竹村書房 1935年
- 『肩車』野田書房 1936年
- 『自叙伝 雞肋集』竹村書房 1936年
- 『静夜思』三笠書房 1936年
- 『集金旅行』版画荘 1937年 のち角川文庫、新潮文庫ほか →中村登監督で映画化
- 『厄除け詩集』野田書房 1937年 のち講談社文芸文庫[38]
- 『ジョン萬次郎漂流記 風来漂民奇譚』河出書房 1937年 のち角川文庫、新潮文庫
- 『山川草木』雄風館 1937年
- 『火木土』版画荘文庫 1938年
- 『さざなみ軍記』河出書房 1938年、のち福武書店ほか、「さざなみ軍記・ジョン万次郎漂流記」新潮文庫
- 『陋巷の唄』春陽堂 1938年
- 『川と谷間』創元社 1939年
- 『禁札 小説集』竹村書房 1939年
- 『蛍合戦』金星堂・新選随筆感想叢書 1939年
- 『オロシヤ船』金星堂 1939年。他一〇篇
- 『多甚古村・駐在日誌』河出書房 1939年 のち新潮文庫、岩波文庫、小学館文庫 →今井正監督で映画化
- 『鸚鵡』河出書房 1940年
- 『丹下氏邸 他四篇』新潮社・昭和名作選集 1940年
- 『風俗 随筆集』モダン日本社 1940年
- 『シグレ島叙景』実業之日本社 1941年
- 『おこまさん』輝文館 1941年 →成瀬巳喜男監督で映画化（『秀子の車掌さん』）
  - 「四つの湯槽」→清水宏監督で映画化（『簪』）
- 『星空』昭南書房 1942年
- 『花の町』文藝春秋 1943年
- 『御神火』甲鳥書林 1944年
- 『侘助』鎌倉文庫 1946年
  - 「経筒」「二つの話」
- 『仲秋明月』地平社・手帖文庫 1946年
- 『追剥の話』昭森社 1946年
- 『風貌姿勢 随筆』三島書房 1946年
- 『まげもの』鎌倉文庫 1946年
- 『シビレ池のかも』野間仁根画 小山書店 1948年、のち岩波少年文庫（新編）
- 『貸間あり』鎌倉文庫 1948年 →川島雄三監督で映画化
- 『詩と随筆』河出書房 1948年
- 『引越やつれ』六興出版部 1948年
- 『試験監督』文藝春秋新社 1949年
- 『掘り出しもの』創元社 1950年
- 『本日休診』文藝春秋新社 1950年 →渋谷実監督で映画化
  - 「遙拝隊長」など。「遙拝隊長・本日休診」新潮文庫、講談社文庫、角川文庫
- 『川釣り』岩波新書 1951年、岩波文庫 1990年
- 『かきつばた』池田書店 1951年、「かきつばた・無心状」新潮文庫
- 『吉凶うらなひ』文藝春秋新社 1952年
- 『乗合自動車』筑摩書房 1952年
- 『点滴 随筆集』要書房 1953年
- 『黒い壺』新潮社 1954年
- 『在所言葉』修道社 1955年
- 『ななかまど』新潮社 1955年
- 『白鳥の歌』筑摩書房 1955年、新編『白鳥の歌・貝の音』講談社文芸文庫 1992年
- 『漂民宇三郎』講談社 1956年、のち新潮文庫、講談社文芸文庫
- 『屋根の上のサワン 他八篇』角川文庫 1956年（改版）
- 『源太が手紙』筑摩書房 1956年
- 『駅前旅館』新潮社 1957年 のち文庫（改版2007年）→豊田四郎監督で映画化
- 『還暦の鯉』新潮社 1957年 のち講談社文芸文庫
- 『七つの街道』文藝春秋新社 1957年、のち新潮文庫、永田書房（新編1990年）、中公文庫（2018年）
- 『河鹿』筑摩書房 1958年
- 『木靴の山』筑摩書房 1959年
- 『珍品堂主人』中央公論社 1959年 のち文庫（新編2018年）、角川文庫 →豊田四郎監督で映画化
- 『釣師・釣場』新潮社 1960年 のち文庫（改版1998年）、講談社文芸文庫 2013年
- 『昨日の会』新潮社 1961年
- 『取材旅行』新潮社 1961年
- 『武州鉢形城』新潮社 1963年
- 『無心状』新潮社 1963年
- 『黒い雨』新潮社 1966年 のち文庫（改版）→今村昌平監督で映画化
- 『くるみが丘』文藝春秋 1966年
- 『場面の効果』大和書房 1966年、新編2012年
- 『風貌・姿勢』講談社 1967年、新編・講談社文芸文庫 1995年
- 『釣人』新潮社 1970年
- 『早稲田の森』新潮社 1971年
  - 「半世記－私の履歴書」ほか
- 『人と人影』毎日新聞社・現代日本のエッセイ 1972年、新編・講談社文芸文庫 1990年
- 『小黒坂の猪』筑摩書房 1974年
- 『軍歌「戦友」』集英社文庫 1977年、新編『花の町・軍歌「戦友」』講談社文芸文庫 1996年
- 『スガレ追ひ』筑摩書房 1977年
- 『海揚り』新潮社 1981年
- 『荻窪風土記』新潮社 1982年 のち文庫（改版2014年）
- 『現代の随想17 井伏鱒二』彌生書房 1982年。小沼丹編
- 『焼物雑記』文化出版局 1985年
- 『岳麓点描』彌生書房 1986年
- 『鞆ノ津茶会記』福武書店 1986年 のち文庫、講談社文芸文庫 2011年
- 『太宰治』筑摩書房 1989年、中公文庫 2018年
- 『鶏肋集・半生記』講談社文芸文庫 1990年
- 『晩春の旅・山の宿』講談社文芸文庫 1990年
- 『文士の風貌』福武書店 1991年 のち文庫
- 『たらちね』筑摩書房 1992年
- 『点滴・釣鐘の音』三浦哲郎編、講談社文芸文庫 1993年
- 『神屋宗湛の残した日記』講談社 1995年、講談社文芸文庫 2010年
- 『徴用中のこと』講談社 1996年、中公文庫 2005年
- 『文人の流儀』角川春樹事務所 ランティエ叢書 1997年
- 『かるさん屋敷』毎日新聞社 1999年
- 『作家の自伝94 井伏鱒二』日本図書センター 1999年
- 『井伏鱒二全詩集』岩波文庫 2004年
- 『広島風土記』中公文庫 2023年

### 全集・作品集
- 『井伏鱒二随筆全集』全3巻 春陽堂書店 1941-42年
- 『井伏鱒二選集』全9巻 筑摩書房 1948-49年
- 『井伏鱒二作品集』全5巻 創元社 1953年
- 『井伏鱒二全集』全12巻 筑摩書房 1964-65年。増補版全14巻 1974-75年
- 『井伏鱒二自選全集』全12巻・補巻1 新潮社 1985-86年

- 『井伏鱒二全集』全28巻・別巻2冊（1は資料ほか、2は総目次・目録・書誌ほか）

筑摩書房 1996年-2000年。決定版「全集」で、井伏自身は、生前刊の「全集」で、半分以上の作品を割愛していた。
- 『井伏鱒二画集』筑摩書房 2002年。作品130点
- 『井伏鱒二文集』全4巻 ちくま文庫 2004年。東郷克美[40]・寺横武夫編

### 共編著
- 『マライの土 作家部隊随筆集』海音寺潮五郎共編 新紀元社 1943年
- 『井伏鱒二随聞』河盛好蔵 新潮社 1986年
- 『井伏鱒二対談集』新潮社 1993年 のち新潮文庫
- 『井伏鱒二対談選』講談社文芸文庫 2000年
- 『井伏鱒二全対談』筑摩書房（上下） 2001年。前田貞昭編
- 『井伏鱒二・飯田龍太往復書簡』山梨県立文学館編 角川学芸出版 2010年

### 翻訳
- ヒュー・ロフティング - ドリトル先生シリーズ（全12巻）
岩波書店の愛蔵版『ドリトル先生物語全集』と岩波少年文庫に収録。

## 外国語への翻訳作品
井伏鱒二の作品で外国語に翻訳されているのは次の通り。
- 『朽助のいる谷間』：英語、チェコ語
- 『黒い雨』：イタリア語、ウズベク語、ウルドゥー語、英語、オランダ語、韓国語、スウェーデン語、スペイン語、セルビア語、チェコ語、中国語、ドイツ語、ノルウェー語、ハンガリー語、フィンランド語、フランス語、ブルガリア語、ポーランド語、ポルトガル語、マレー語、ロシア語
- 『鯉』：英語、チェコ語、ドイツ語、フランス語
- 『さざなみ軍記』：英語、チェコ語
- 『山椒魚』：イタリア語、英語、エスペラント語、オランダ語、チェコ語、ドイツ語、ハンガリー語、フランス語、ポルトガル語、マレー語
- 『集金旅行』：フランス語
- 『ジョン万次郎漂流記』：英語、チェコ語
- 『多甚古村』：英語、チェコ語、ドイツ語
- 『丹下氏邸』：英語、チェコ語、ドイツ語
- 『乗合自動車』：英語、チェコ語、ドイツ語、ポーランド語、ロシア語
- 『白鳥の歌』：英語
- 『本日休診』：英語、チェコ語、ドイツ語、フランス語
- 『屋根の上のサワン』：英語、韓国語、チェコ語、ドイツ語、フランス語
- 『夜ふけと梅の花』：英語、チェコ語、ドイツ語、フランス語
- 『侘助』：英語、チェコ語

## その他

### ドキュメンタリー
- NHK特集「井伏鱒二の世界〜“荻窪風土記”から〜」（1983年10月14日、NHK）[43]

## 関連文献
- 萩原得司『井伏鱒二聞き書き』潮出版社 1985年。青弓社、1994年、ISBN 4787290959
- 嘉瀬井整夫『釣師井伏鱒二』林道舎、1989年、ISBN 4947632321
- 小沼丹『清水町先生』 筑摩書房、1992年。増補・ちくま文庫、1997年
- 嘉瀬井整夫『旅人井伏鱒二』林道舎、1993年、ISBN 4947632453
- 河盛好蔵編『井伏さんの横顔』彌生書房、1993年。回想文集26篇
- 川島勝『井伏鱒二 サヨナラダケガ人生』文藝春秋、1994年。文春文庫、1997年。編集担当者
- 村上護『阿佐ヶ谷文士村』春陽堂書店、1994年、ISBN 4394901308
- 相馬正一『井伏鱒二の軌跡』津軽書店、1995年、ISBN 4806601454
- 東郷克美・寺横武夫編『昭和作家のクロノトポス 井伏鱒二』双文社出版、1996年、ISBN 4881643819
- 松本武夫『井伏鱒二 年譜考』新典社、1999年、ISBN 4787927086
- 飯田龍太『尊魚堂主人 井伏さんを偲ぶ』 筑摩書房、2000年。追悼回想43篇 ISBN 4480814248
- 藤谷千恵子『井伏先生の書斎』求龍堂、2004年、ISBN 4763004069
- 三浦哲郎『師・井伏鱒二の思い出』 新潮社、2010年
- 相馬正一『続 井伏鱒二の軌跡（改訂版）』津軽書房、2011年、ISBN 4806602183
- 小沼丹『井伏さんの将棋』 幻戯書房、2018年
- 滝口明祥『井伏鱒二　ハナニアラシノタトヘモアルゾ』ミネルヴァ書房<ミネルヴァ日本評伝選>、2024年

## 関連人物
- 川島雄三 - 大の井伏ファンとして有名な映画監督。井伏の「サヨナラダケガ人生ダ」という科白を愛用した[44]。井伏の『貸間あり』を映画化したが、井伏には「下品すぎる」として不評だったらしい[要出典]。
- 今村昌平 - 『黒い雨』を映画化し、カンヌ国際映画祭高等技術委員会賞を受賞した。
- 豊田四郎 - 森繁久弥主演の『駅前旅館』を映画化、『駅前シリーズ』誕生のきっかけとなった。
- 木山捷平 - 私小説作家で、太宰治の友人。晩年に井伏・太宰との交流回想を著した。
- 青柳瑞穂 - 友人で「阿佐ヶ谷文士村」の幹事役
- 開高健 - 釣りでの弟子
- 木下夕爾 - 友人の詩人

### 弟子
- 太宰治 - 太宰が石原美知子と結婚する際に井伏宛に書いた「結婚誓約書」は、井伏の遺族によって遺品から発見され、神奈川近代文学館に寄贈された[45]。この誓約書は、1968年に井伏が企画指導して銀座松坂屋で開催された「没後20年　太宰治展」と[45]、2014年「生誕105年　太宰治展」（神奈川近代文学館）[45]、2023年「没後30年 井伏鱒二展」（神奈川近代文学館）で展示された[46]。
- 中村地平
- 小山祐士
- 伊馬鵜平
- 小沼丹
- 小山清
- 庄野潤三
- 三浦哲郎
- 横田瑞穂